# Archidiecezja Tamale
Archidiecezja Tamale – diecezja rzymskokatolicka w Ghanie. Powstała w 1950 jako diecezja. Podniesiona do rangi archidiecezji w 1977.

## Biskupi diecezjalni
- Arcybiskupi metropolici
  - Abp Philip Naameh (od 2009)
  - Abp Gregory Ebolawola Kpiebayaod (1994-2009)
  - kard. Peter Proeku Dery (1977– 1994)
- Biskupi Tamale
  - kard. Peter Proeku Dery (1974 – 1977)
  - bp Gabriel Champagne, M. Afr. (1957– 1972)
  - Bp Gerard Bertrand, M. Afr. (1950 – 1957)